# Broadway (Carolina do Norte)
Broadway é uma cidade  localizada no estado norte-americano de Carolina do Norte, no Condado de Harnett e Condado de Lee.

## Demografia
Segundo o censo norte-americano de 2000, a sua população era de 1015 habitantes. 
Em 2006, foi estimada uma população de 1108, um aumento de 93 (9.2%).

## Geografia
De acordo com o United States Census Bureau, a localidade tem uma área de 3,3 km², dos quais 3,2 km² cobertos por terra e 0,1 km² cobertos por água. Broadway localiza-se a aproximadamente 143 m acima do nível do mar.

## Localidades na vizinhança
O diagrama seguinte representa as localidades num raio de 32 km ao redor de Broadway. 